# فرودگاه بین‌المللی گابیس – ماتماتا
فرودگاه بین‌المللی گابیس-ماتماتا (به انگلیسی: Gabès – Matmata International Airport) (به زبان بومی: Aéroport International de Gabés - Matmata) یک فرودگاه همگانی با کد یاتا GAE است که یک باند فرود آسفالت دارد و طول باند آن ۱۱۲۸ متر است. این فرودگاه در کشور تونس قرار دارد و در ارتفاع ۸ متری از سطح دریا واقع شده‌است.

## شرکت‌های هواپیمایی و مقصدهای پروازی
| شرکت‌های هواپیمایی | مقصدهای پروازی                                      |
| ----------------- | --------------------------------------------------- |
| تونس‌ایر اکسپرس    | گافساکسار، سفاکس-تینا، توزر نفطه الدولی، تونس قرطاج |